# Methia acostata
Methia acostata là một loài bọ cánh cứng trong họ Cerambycidae.